# Voile aux Jeux méditerranéens de 2022
Navigation
Tarragone 2018
Les épreuves de voile des Jeux méditerranéens de 2022 ont lieu à Oran, en Algérie, du 27 juin au 3 juillet 2022.
Quatre épreuves sont disputées : le laser hommes, l'IQFoil hommes, le laser radial femmes et l'IQFoil femmes.

## Podiums
| Épreuves     | Or                         | Argent                       | Bronze                             |
| ------------ | -------------------------- | ---------------------------- | ---------------------------------- |
| Hommes       |                            |                              |                                    |
| Laser        | Jean-Baptiste Bernaz (FRA) | Joel Rodriguez Perez (ESP)   | Giovanni Coccoluto Giorgetti (ITA) |
| IQFoil       | Nicolò Renna (ITA)         | Tom Arnoux (FRA)             | Luca Di Tomassi (ITA)              |
| Femmes       |                            |                              |                                    |
| Laser radial | Marie Barrué (FRA)         | Chiara Benini Floriani (ITA) | Ecem Güzel (TUR)                   |
| IQFoil       | Hélène Noesmoen (FRA)      | Marta Maggetti (ITA)         | Palma Čargo (CRO)                  |

## Tableau des médailles
Pays organisateur 
| Rang  | Nation  | Or | Argent | Bronze | Total |
| ----- | ------- | -- | ------ | ------ | ----- |
| 1     | France  | 3  | 1      | 0      | 4     |
| 2     | Italie  | 1  | 2      | 2      | 5     |
| 3     | Espagne | 0  | 1      | 0      | 1     |
| 4     | Croatie | 0  | 0      | 1      | 1     |
| 4     | Turquie | 0  | 0      | 1      | 1     |
| Total | Total   | 4  | 4      | 4      | 12    |